# Stillehavsnætter
Stillehavsnætter (originaltitel One Way Passage) er en amerikansk romantisk dramafilm fra 1932, instrueret af Tay Garnett. Filmen har William Powell og Kay Francis i hovedrollerne. Den fortæller historien om En dødssyg kvinde og en morder, der står over for henrettelse, der mødes og bliver forelsket på et krydstogt over Stillehavet, hver uden at kende den andens hemmelighed.
Manuskriptet blev skrevet af Wilson Mizner og Joseph Jackson efter en historie af Robert Lord.
Robert Lord modtog en Oscar for bedste historie.
Stillehavsnætter blev genindspillet i 1940 under titlen 'Til We Meet Again.